# Haslen
Haslen is een voormalige gemeente in het Zwitserse kanton Glarus, en maakt sinds 1 januari 2011 deel uit van de gemeente Glarus Süd.

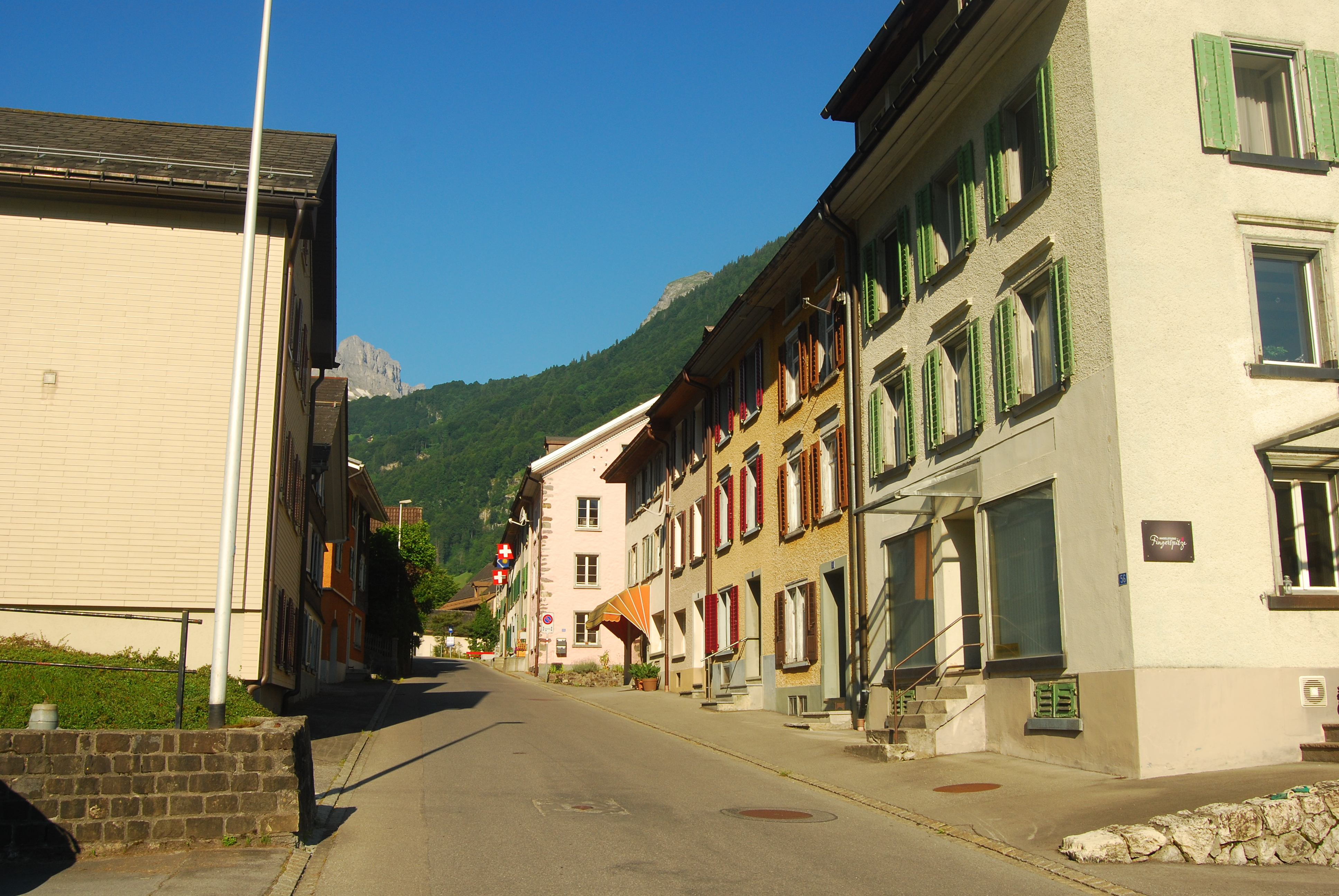
Haslen

## Geschiedenis
De gemeente Haslen werd in 2006 opnieuw opgericht door de fusie van Haslen Leuggelbach en Nidfurn. Hiermee omvatte het tevens de gehuchten Leu (voorheen Nesslau), Oberhaslen, Büel, Zussigen en Mülibächli.

## Verkeer
Haslen heeft een station, station Nidfurn-Haslen, aan de spoorlijn Ziegelbrücke - Linfhal.

## Geboren
- Betty Wehrli-Knobel (1904-1998), journaliste, schrijfster, redactrice, feministe, onderwijzeres
- Fritz Schiesser (1954-), advocaat, notaris en politicus

## Overleden
- Pankraz Freitag (1952-2013), wiskundige en politicus

- Gemeinsame Normdatei: 7609501-0
- Historisch woordenboek van Zwitserland: 000767
- Virtual International Authority File: 248799139